# ملوية هرية
ملوية هرية (بالإنجليزية: Helicobacter felis)‏ هي نوع من البكتيريا، سلبية الغرام، تتبع الملوية.